# Trappiste (bière)
Pour les articles homonymes, voir Bière (homonymie) et Trappiste (homonymie).

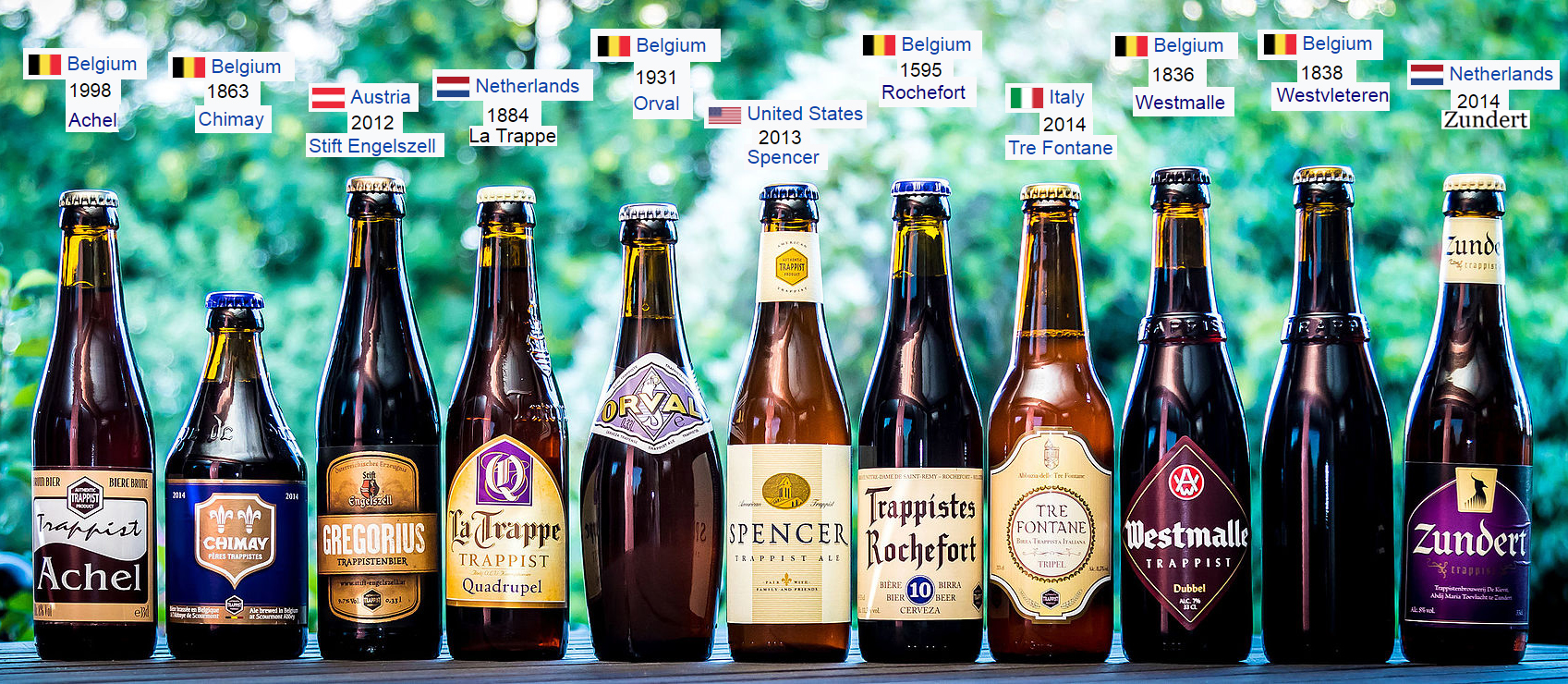
Sept des bières trappistes labellisées « Authentic Trappist Product », plus la Achel, la Spencer, l'Engelszell et la Zundert destituées.

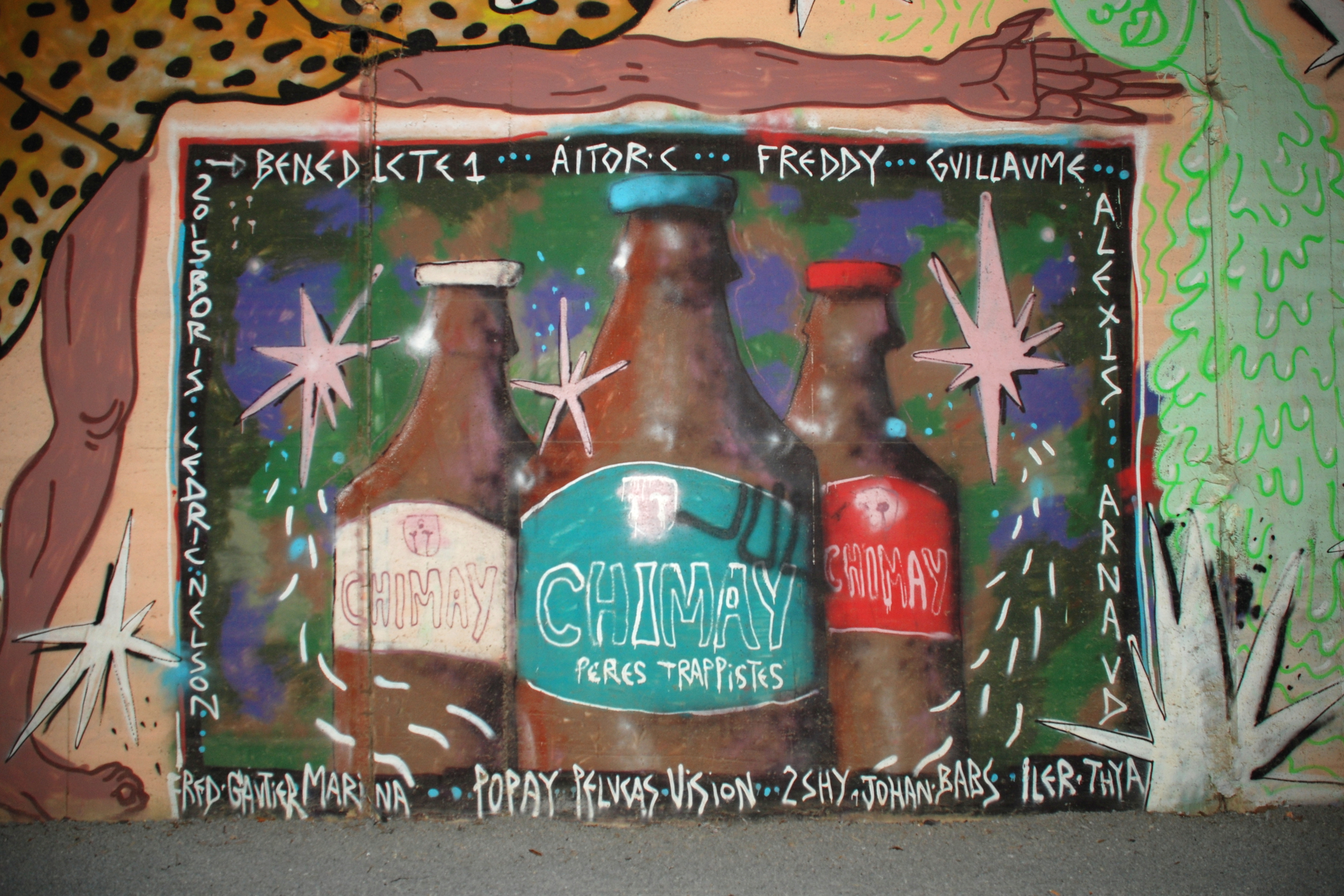
Bouteilles de Chimay représentées sur une peinture murale de la gare de Louvain-la-Neuve (Belgique).

Une bière trappiste, ou trappiste, est une bière brassée par ou sous contrôle des moines trappistes (cisterciens réformés au xviie siècle). Ces bières trappistes sont généralement de fermentation haute et doivent être brassées dans le respect des critères définis par l'Association internationale trappiste si elles veulent pouvoir arborer le logo Authentic Trappist Product (ATP) délivré par cette association privée.

## Critères d'appellation

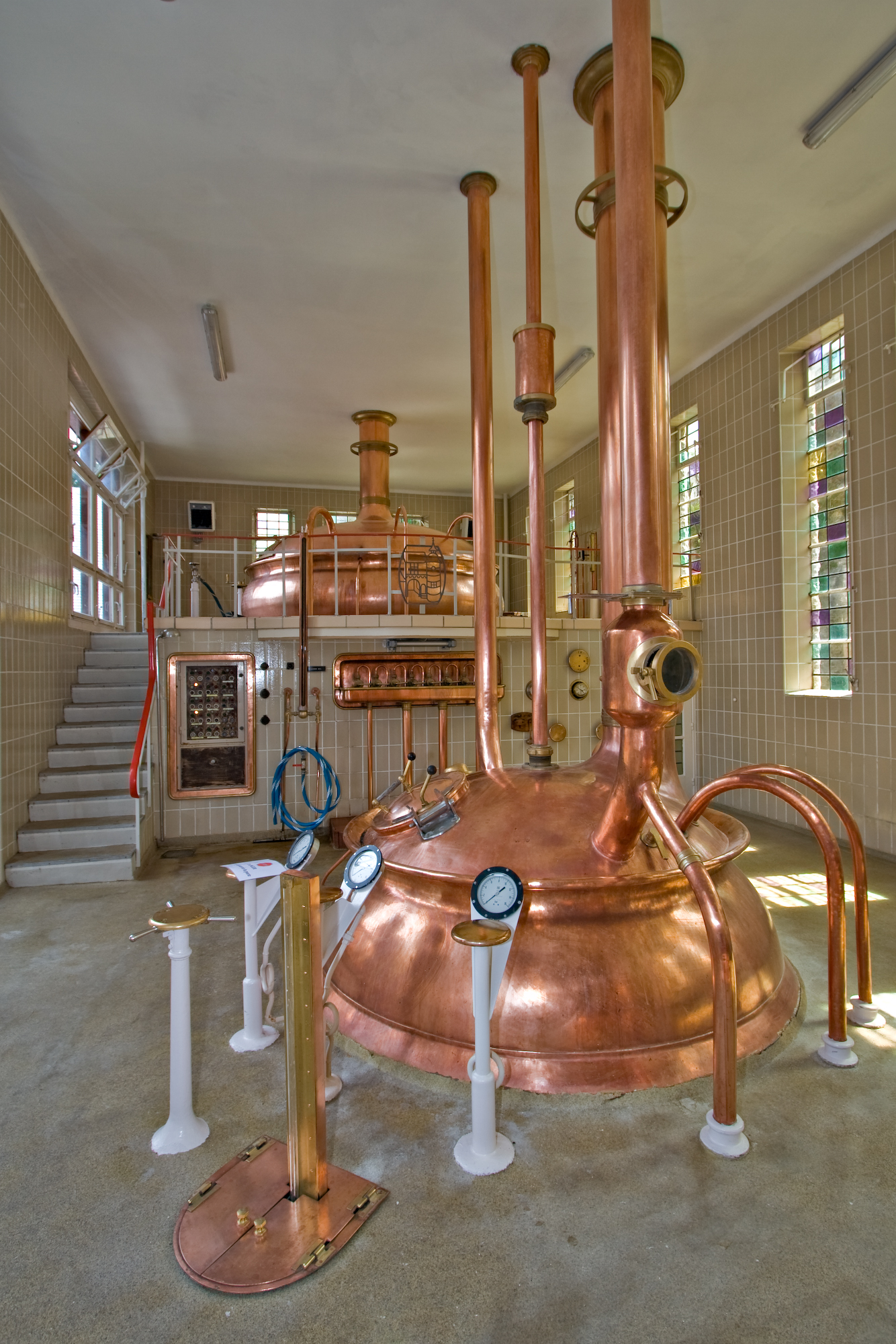
Brasserie de l'abbaye Saint-Rémy de Rochefort en Belgique.

L'appellation « bière trappiste » désigne une bière brassée par des moines trappistes ou leurs agréés.
Dès 1935 les moines cherchèrent à protéger l'appellation « trappiste » pour leurs bières, sans succès. Cette situation perdura jusque dans les années 1960. En effet, certaines bières d'inspiration trappiste avaient été commercialisées avec des mentions telles que, par exemple, Trappist, Trappistenbier ou encore Bière trappiste. C'est à partir de février 1962, date d'un jugement du tribunal de Gand qui donna raison aux moines, que la situation commença à se normaliser.
Comme le précise le jugement du tribunal de Gand : « Lorsqu’un commerçant donne à sa clientèle une fausse indication concernant l’origine et abuse donc de la renommée dont jouissent certaines personnes, villes ou contrées, ces personnes ou les habitants de ces villes et contrées ont le droit de poursuivre ce commerçant pour concurrence déloyale ; cette protection vise tant le nom des personnes que le surnom que ces personnes auraient acquis. »
« Toute publicité comportant une comparaison entre les bières des parties en cause doit être considérée comme concurrence déloyale. »
Au cours de ce procès, la partie demanderesse (Abbaye d'Orval et Brasserie d'Orval) prétendait « ...que le mot “trappiste” est utilisé communément pour désigner une bière brassée et vendue par des religieux appartenant à l’ordre des Trappistes ou par des personnes qui auraient obtenu à cet effet l’autorisation de cet ordre », se positionnant uniquement sur la notion d'origine.
Le tribunal jugea pour sa part que « celui qui utilise le mot Trappist pour désigner une bière vise aussi bien une bière brassée par un religieux de l’ordre des Trappistes ou son agréé ; qu’une bière présentant certaines caractéristiques (à haute fermentation et teneur d’alcool) ; que Trappist est donc en même temps une dénomination d’origine et générique ; qu’il n’y a pas de motifs pour séparer l’origine du genre. »
Sans s'aligner strictement sur la définition proposée par la partie demanderesse, le tribunal reconnut que le mot « trappiste » désigne bien une bière brassée par des moines trappistes ou leurs agréés.
Il en résulta la condamnation de la brasserie de Veltem pour concurrence déloyale, celle-ci utilisant la dénomination Trappist pour sa bière Veltem Trappist. Les moines trappistes bénéficièrent dès lors d'une assise juridique solide pour faire respecter l'appellation qui était jusqu'alors utilisée par de nombreuses autres marques concurrentes.
De nos jours, l'Association internationale trappiste définit l'appellation « trappist(e) » comme étant une appellation d'origine, clairement distincte du logo Authentic Trappist Product.

## LogoAuthentic Trappist Product

Le logo « ATP »

Depuis 1997, afin de renforcer le caractère protecteur de l'appellation, certains critères ont été définis par l'Association internationale trappiste (AIT), en vue de délivrer un logo Authentic Trappist Product, garantissant le respect de certains critères spécifiques.
Les conditions pour qu’une bière trappiste reçoive le logo Authentic Trappist Product se résument ainsi
1. Cette bière doit être brassée à l'intérieur des murs d’une abbaye trappiste ou à proximité.
2. La brasserie doit refléter clairement tant un lien de subordination indiscutable avec le monastère Trappiste bénéficiaire que l'appartenance à la culture d'entreprise propre au projet de vie monastique. La bière doit être brassée et commercialisée par les moines trappistes ou sous leur contrôle.
3. Une partie des bénéfices est affectée à la subsistance des moines et à l’entretien du site de l’abbaye ; le reste est versé à des œuvres caritatives de la communauté monastique.

L'AIT précise également que « les brasseries trappistes respectent strictement toutes les normes en matière de sécurité, de santé et d’information du consommateur. De même, le style de la communication et la publicité se caractérisent par la probité, la sobriété et la réserve qui siéent à l’environnement religieux dans lequel les bières sont fabriquées. » Au-delà des trois critères, l'AIT porte donc son attention sur une certaine éthique de fabrication et de commercialisation, afin de délivrer le droit pour un produit trappiste d'arborer le logo.
Les autres bières s'inspirant des caractéristiques des bières trappistes les plus courantes (fermentation haute et degré d'alcool élevé) seront plutôt qualifiées de bière d'abbaye.
En Belgique, une vingtaine de ces bières d'abbaye comme l'Affligem, la Leffe ou la Grimbergen sont commercialisées sous le logo Bière belge d'Abbaye reconnue. Il existe de nombreuses autres bières dites « d'abbaye » brassées hors de Belgique (Mallersdorf, Andechs, Saint-Wandrille etc.).
Les bières trappistes sont donc brassées par des moines trappistes ou leurs agréés (autres moines ou civils), tandis que les bières d'abbaye sont aussi brassées par des civils ou des moines, mais sans lien avec une abbaye trappiste.

## Les bières trappistes actuelles

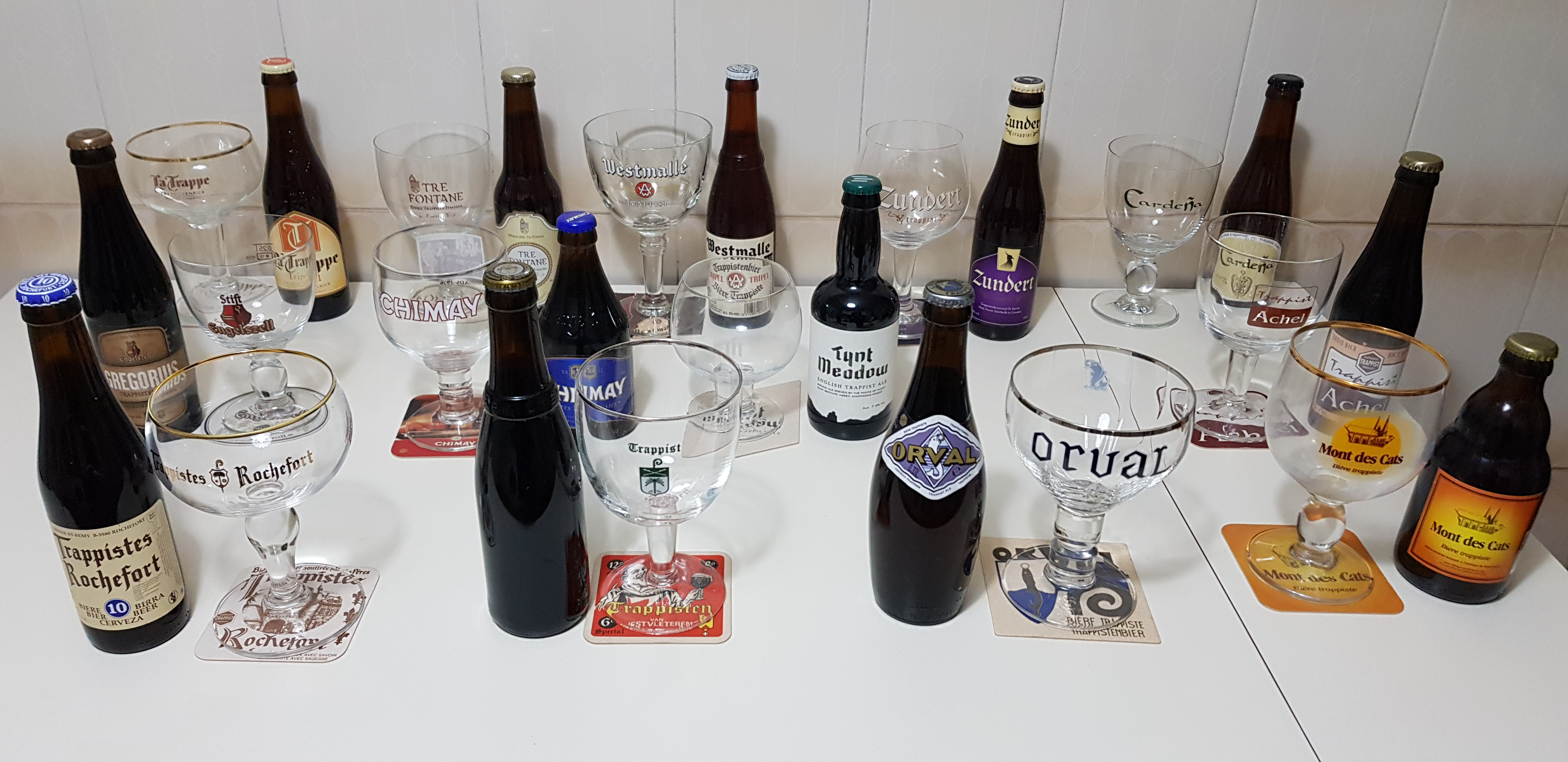
Les treize (dix plus l'Achel, l'Engelszell et la Zundert, destituées) bières trappistes avec leurs verres.

Il existe, depuis mi-2025, dix marques de bières trappistes dans le monde — dont huit seulement sont labellisées Authentic Trappist Product (ATP). Cinq sont belges (dont deux brassées en Région flamande, trois en Région wallonne), une est néerlandaise, une est italienne, une est anglaise, une est française, mais ne possède pas le label ATP car brassée à l'extérieur de l'abbaye par une autre brasserie trappiste (cf. infra), et une espagnole ne possède pas non plus le label ATP car brassée par une brasserie externe non trappiste.
Certaines bières sont brassées occasionnellement ou produites en volume limité comme la « Chimay dorée », ou vendues uniquement à l'abbaye comme les trois bières de « Westvleteren ».
Certaines abbayes produisent une bière moins forte parfois connue sous le terme « single ». Cette production est à l'origine principalement destinée aux moines qui souhaitent avoir une bouteille avec leur repas comme l' « Orval Vert ». Les bières plus fortes (double, triple) peuvent être proposées les dimanches et autres jours religieux.
À noter que les bières trappistes sont — comme toutes les bières naturelles — évolutives dans le temps et gagnent à bénéficier d'un repos prolongé (jusqu'à plusieurs années) pour mieux en apprécier les saveurs complexes. Toutefois, dans le temps, la pétillance diminue jusqu'à disparaitre. On parle alors de « bière plate ». Le breuvage n'en reste pas moins consommable.

### Belgique
| \| Westmalle Westvleteren Chimay Orval Rochefort \| Localisation des 5 brasseries trappistes belges. |
| Westmalle Westvleteren Chimay Orval Rochefort                                                        |

- La Westmalle, brassée à l'abbaye Notre-Dame du Sacré-Cœur de Westmalle, à Malle dans la province d'Anvers, se décline en quatre teneurs d'alcool : 9,5 % pour la triple (blonde dorée), 7 % pour la double (brune), 4,8 % pour la  "Extra" (blonde pâle) et 7,2 % pour la "Duo" (Blend d'Extra et Tripel, blonde). La "Extra" est en vente en magasin depuis le printemps 2021. Auparavant, cela n'était donné qu'aux moines de l'abbaye.  La "Duo" est en vente depuis mars 2025, seulement en fût.

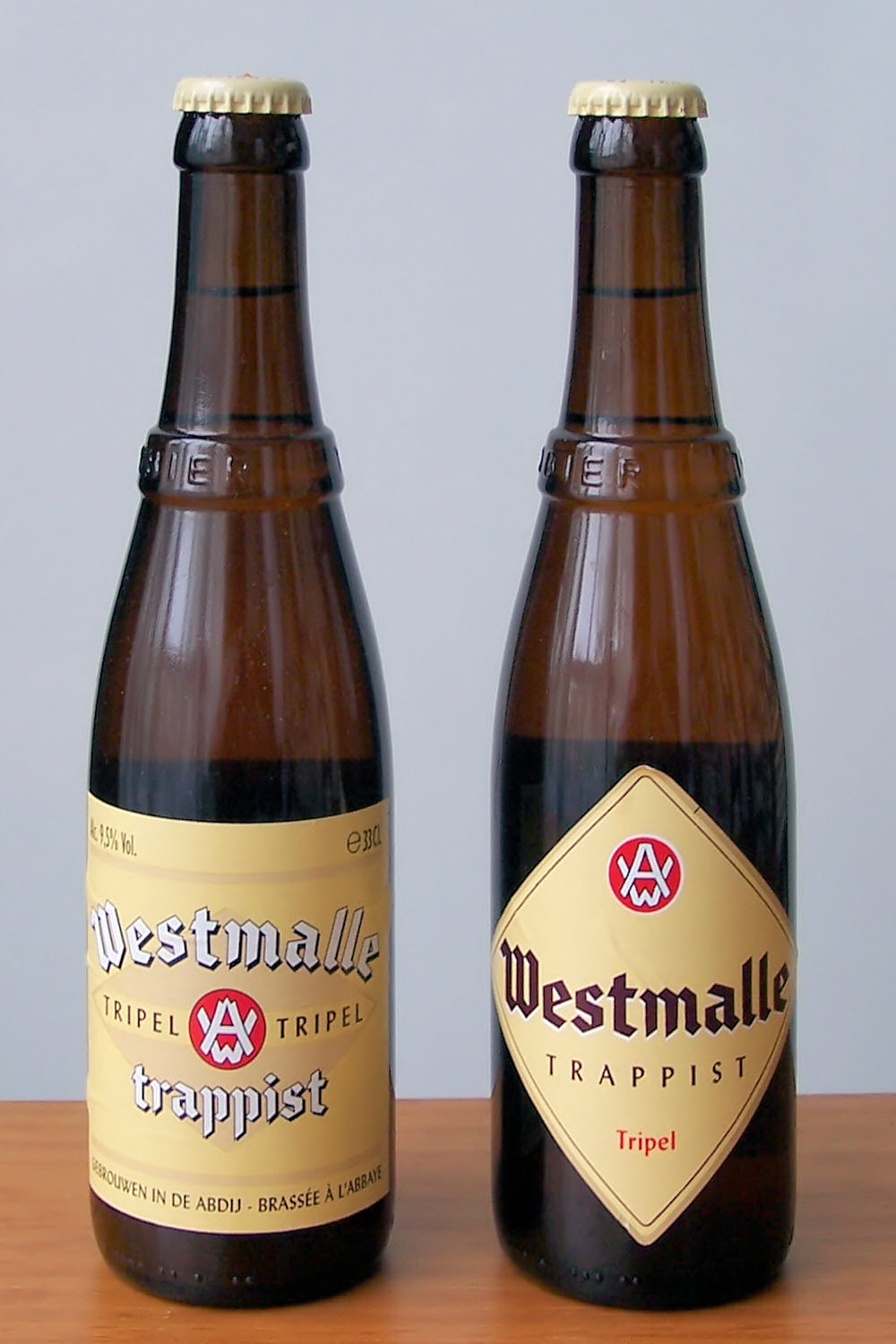
La Westmalle triple

- La Westvleteren, brassée à l'abbaye Saint-Sixte de Westvleteren[7], à Vleteren en Flandre-Occidentale. C'est une des plus petites brasseries trappistes. La Westvleteren est une bière rare car les moines de l'abbaye ont décidé de ne pas augmenter la production — 4 800 hectolitres[8] — malgré son succès. Ainsi, pour s'en procurer il faut réserver par internet puis se rendre à l'abbaye le jour de la sortie de la bière[8], même si quelques magasins spécialisés en vendent sans autorisation. Il en existe trois types : la blonde (5,8 %), et deux brunes (8 et 10,2 %)[9].

Au sortir de la Seconde Guerre mondiale, l'abbaye a octroyé des licences de fabrication à la brasserie voisine de Watou pour la fabrication d'une gamme connue sous le nom de St. Sixtus destinée à des ventes plus commerciales. En 1992, l'abbaye Saint-Sixte a dénoncé ces licences et la brasserie Watou possède maintenant sa propre gamme : la St. Bernardus qui, bien que présentée comme une bière trappiste, n'en possède pas le label ATP.

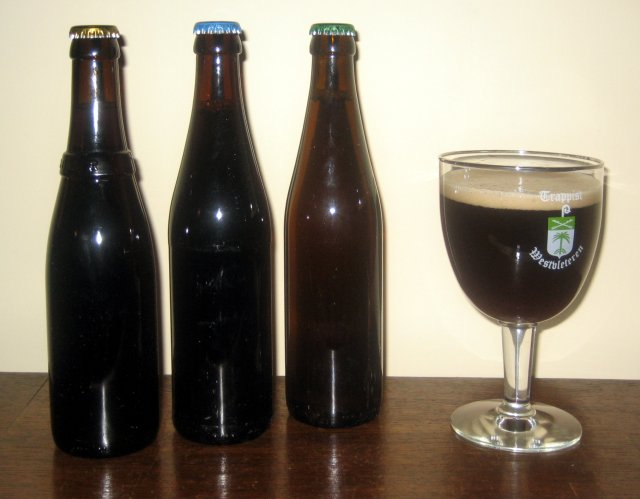

- La Chimay, brassée à l'abbaye Notre-Dame de Scourmont, dans la province de Hainaut, se décline en ambrée (capsulée rouge, 7 %), triple (capsulée blanche, 8 %), brune (capsulée bleue, 9 %) plus la Chimay bleue vieillie en barrique (10,5 %) et la dorée (capsulée dorée, 4,8 %). Elles sont usuellement appelées Chimay rouge, blanche, bleue et dorée. Cependant l'appellation « Chimay blanche » est peu utilisée et remplacée par « Chimay triple » pour éviter la confusion avec les bières blanches, populaires en Belgique. La « Chimay dorée » est historiquement réservée comme bière de table à la communauté monastique et ses hôtes. Son degré d'alcool est assez faible. Elle garde néanmoins les arômes d'une trappiste. Il existe aussi de nombreuses productions limitées pour des événements spéciaux, souvent en bouteille de 75 cl. Depuis le 1er mai 2021, les amateurs de bière ont l’occasion de découvrir la nouvelle trappiste de Chimay, la « Chimay 150 » capsule verte, 10 %, une bière blonde de caractère qui rejoint l’assortiment permanent de la brasserie.

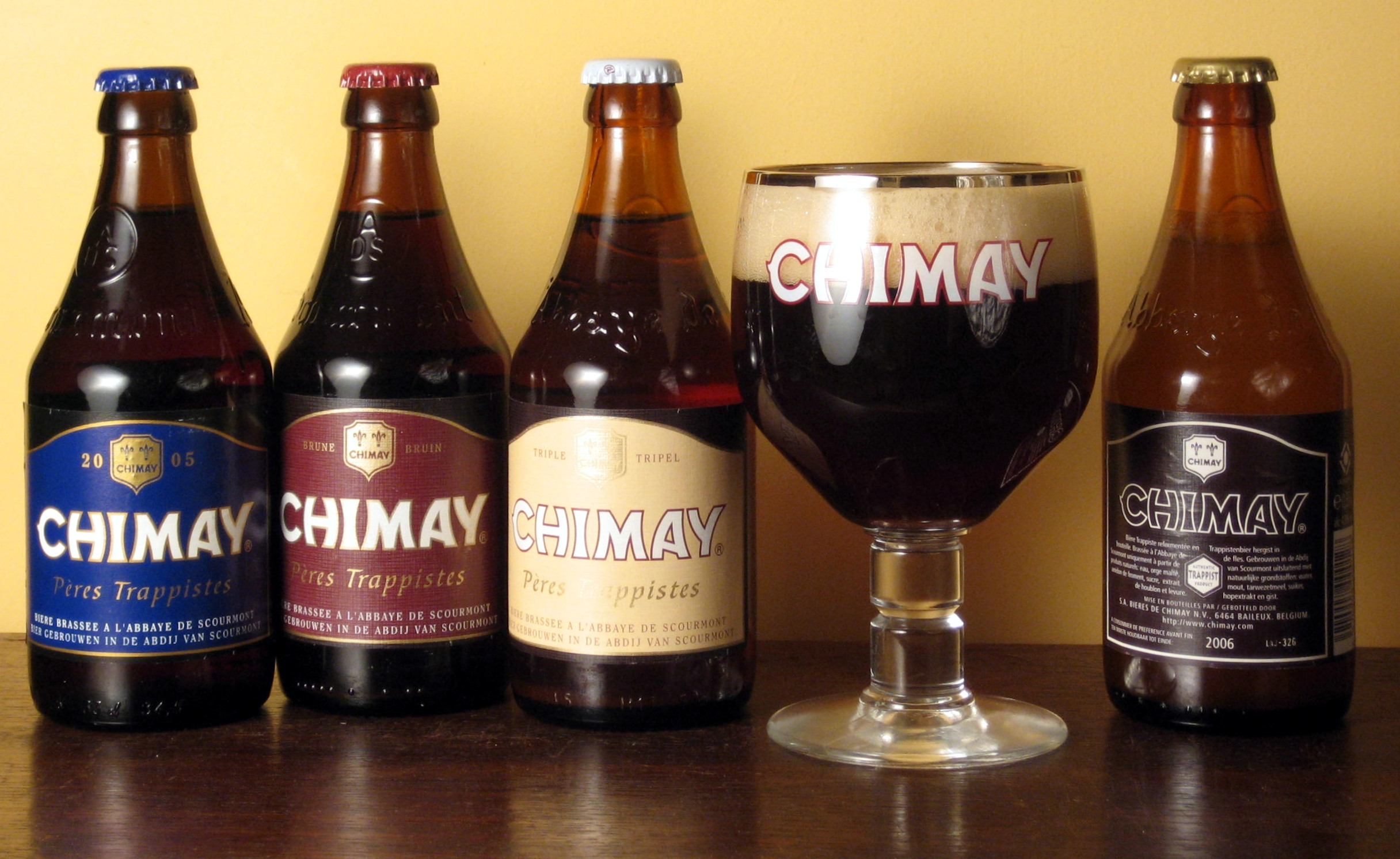
Les bières de Chimay

- L'Orval, brassée à l'abbaye Notre-Dame d'Orval, dans la province de Luxembourg, à teneur d'alcool de 6,2 %.

La légende populaire raconte qu'une comtesse de Toscane ayant perdu un anneau d'or dans un lac de la "Vallée d'Or" déclara que si Dieu la lui rendait, elle le remercierait en construisant un monastère. C'est lorsqu'elle vit une truite sauter hors de l'eau avec l'anneau dans sa bouche qu'elle tint parole...
Comme pour toutes les trappistes, les secrets de fabrication sont bien gardés. Ce qui est certain, c'est que cette bière résulte d'une double fermentation et d'une levure spécialement préparée par les moines. Il existe une version plus légère appelée « Orval vert » réservée aux moines. La version en fût titre pour sa part 4,5 %.

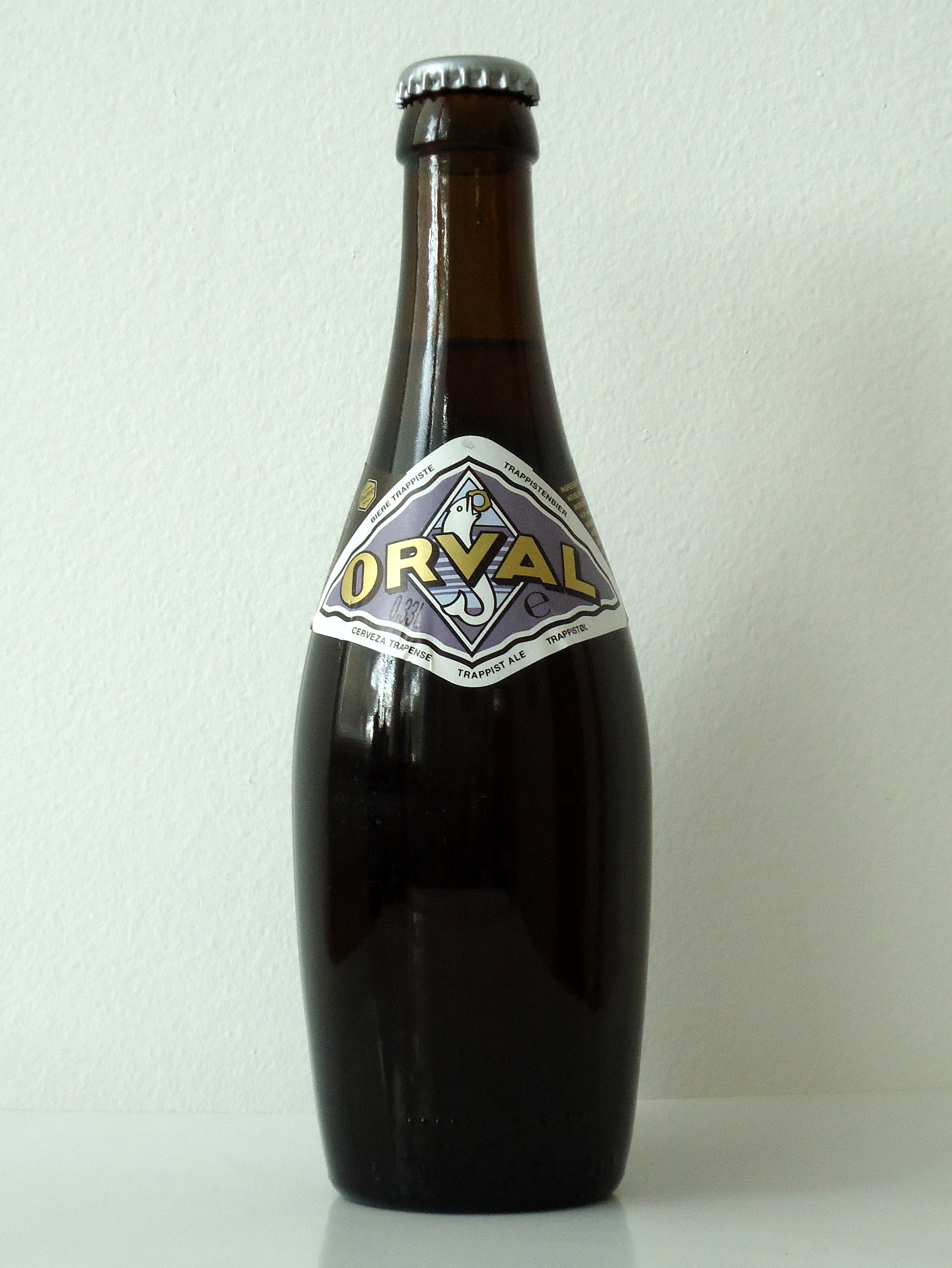
L'Orval

- La Rochefort, brassée à l'abbaye Notre-Dame de Saint-Rémy, dans la province de Namur qui existe en quatre versions : « 6 » (7,5 % - capsule rouge), « 8 » (9,2 % - capsule verte), « 10 » (11,3 % - capsule bleue), « Triple extra » (8,1% - capsule violet). La différence entre le chiffre et le pourcentage d'alcool s'explique par l'utilisation d'une ancienne unité de mesure d'alcool le (degré "Belge") qui exprime le centième de la gravité du moût avant fermentation.

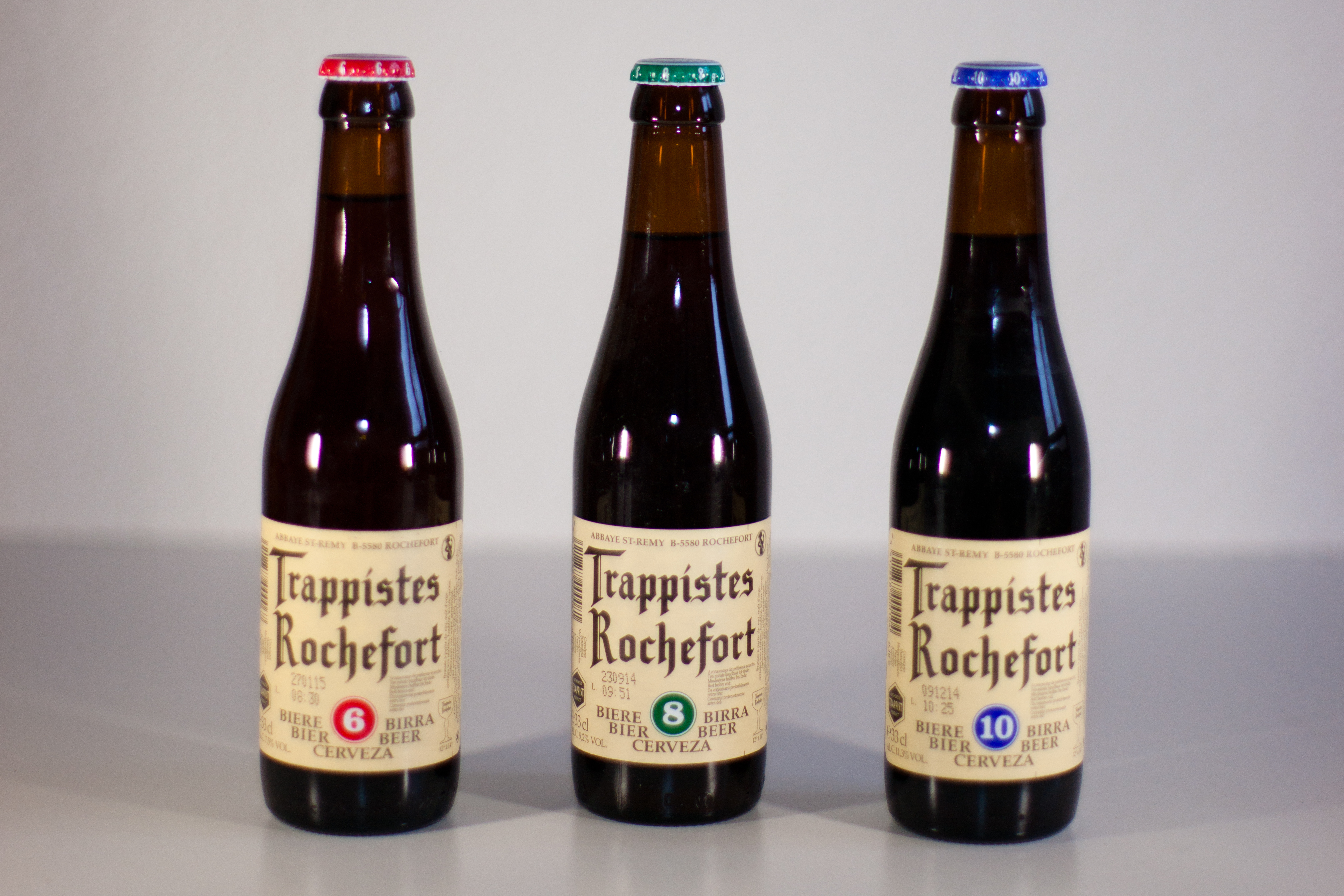
Les trois Rochefort Trappistes

### Pays-Bas
| \| La Trappe \| Localisation de la brasserie trappistes néerlandaise. |
| La Trappe                                                             |

Aux Pays-Bas, il n'existe plus qu'une seule bière trappiste.
- La Trappe, brassée à l'abbaye Notre-Dame de Koningshoeven, près de Tilbourg, en dix versions : la 'Blond' (6,5 % d'alcool) (la plus connue), la 'Dubbel' (7 %), la 'Tripel' (8 %), la 'Quadrupel' (10 %, ambrée) et sa version 'Quadrupel Oak Aged' (10 %) (la bière est vieillie en barriques en bois), la ‘Witte Trappist’ (5,5 %) (la trappiste blanche), la ‘Bockbier’ (7,3 %) (bière bock, multicéréale), la ‘Isid'Or' (7,5 %) (ambrée), la ‘Puur' (4,7 %) (première bière trappiste biologique ) et la 'Nillis' (0 %) (première bière trappiste sans alcool).

Le statut de bière trappiste de la Trappe a été l'objet de controverses : depuis l'accord passé avec la brasserie Bavaria en 1999, les moines avaient demandé le retrait du logo Authentic Trappist Product. La mention trappistenbier a cependant toujours été légalement présente. Après de nombreuses discussions avec l'association trappiste internationale, l'abbaye de Tilbourg a obtenu de nouveau le droit, depuis septembre 2005, d'apposer le logo Authentic Trappist Product sur ses bières.

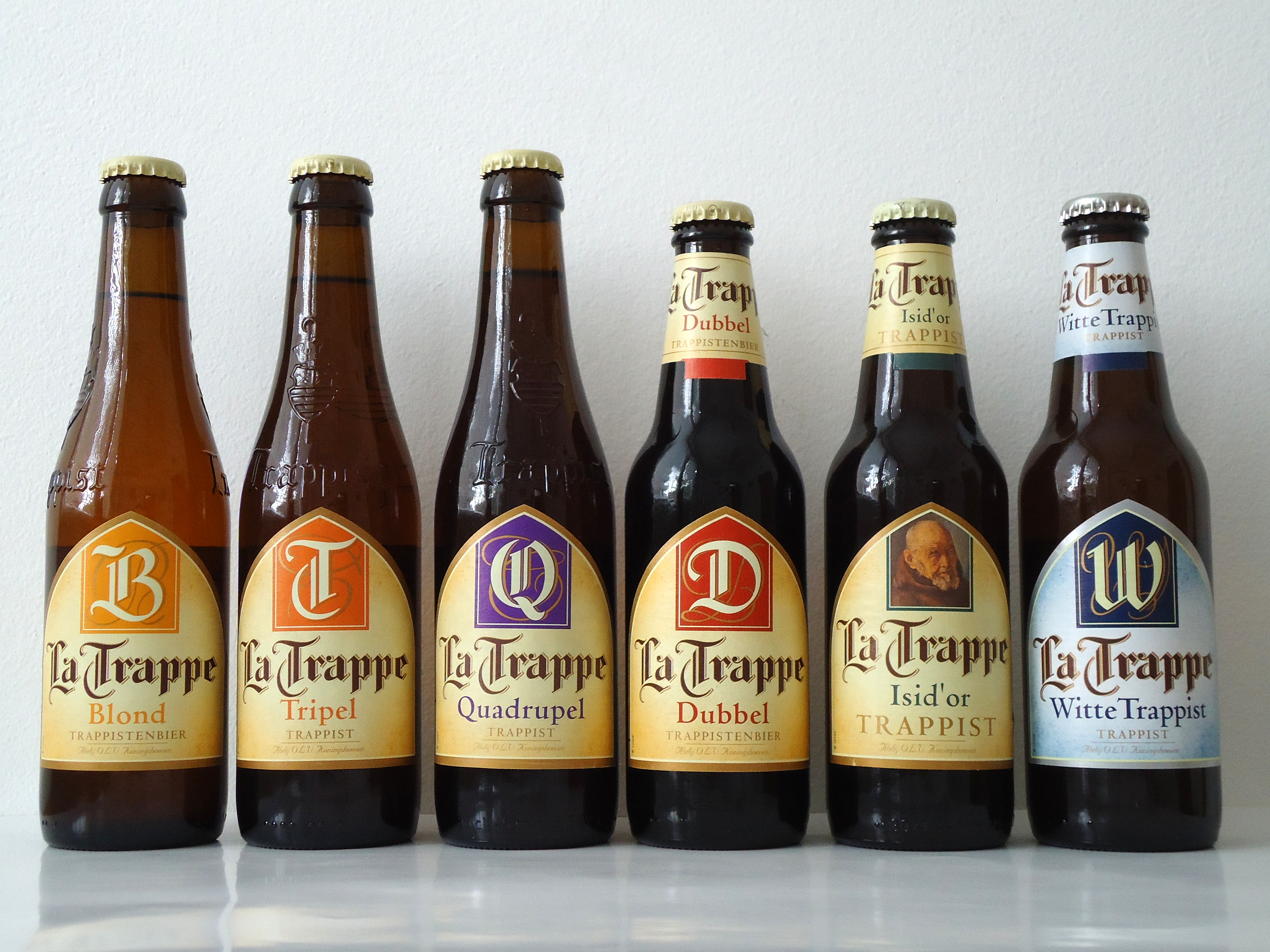
Six variétés de bière La Trappe

### France
La France est le berceau de l'ordre trappiste, créé en 1892, mais dont les prémices remontent au XVIIe siècle en Normandie. La Révolution, qui poussa de nombreux religieux à s'exiler à l'étranger, ainsi que la Première Guerre mondiale, ont eu raison de nombreuses brasseries. Celle de l'abbaye de Sept-Fons a cessé son activité de brassage monastique au début du XXe siècle (le brassage séculier, sous couvert des brasseries de la Meuse, y cessa définitivement vers 1930). L'abbaye Sainte-Marie du Mont des Cats est une abbaye cistercienne qui a brassé de la bière de 1835 à 1905 environ. C'est par ailleurs de l'abbaye du Mont des Cats que sont originaires les fondateurs de l'abbaye Saint-Sixte de Westvleteren, où est brassée une bière trappiste réputée.
Le statut de bière trappiste de la Mont des Cats a été l'objet de quelques discussions lors de son lancement. Produite à nouveau depuis juin 2011, la bière trappiste « Mont des Cats » est commercialisée par l'abbaye du Mont des Cats, bien que brassée et embouteillée à l'abbaye Notre-Dame de Scourmont à Chimay (en Belgique). La bière trappiste Mont des Cats ne peut donc arborer le logo Authentic Trappist Product car elle n'est pas brassée dans l'abbaye éponyme.
La Mont des Cats n'existe qu'en ambrée et titre 7,6 %.

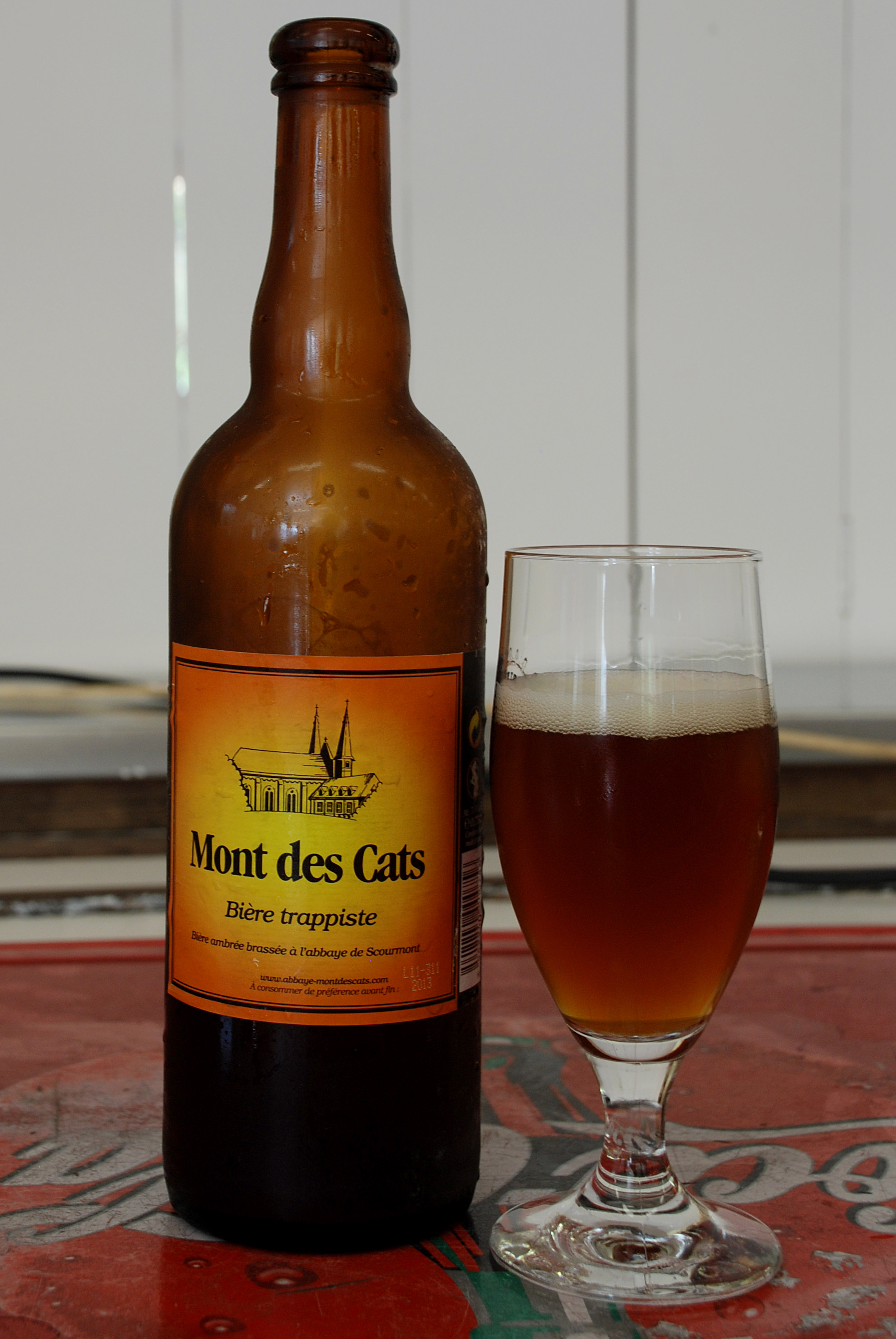
La Mont des Cats

### Italie
Le 11 mai 2015, l'appellation ATP est accordée à la Tre Fontane Tripel (8,5 %), une bière produite par l'abbaye de Tre Fontane (sud de Rome). La production sera limitée à 1 000 hectolitres par an. En 2018 vient s'ajouter la Scala Coeli (6,3 %).

### Angleterre
Le 17 septembre 2018, l'appellation ATP est accordée à la Tynt Meadow (7,4 % - brune), une bière produite par l'abbaye de Mount Saint Bernard (Leicestershire).

### Espagne
Cerveza Cardeña Trappist est la bière trappiste espagnole, de l’abbaye de San Pedro de Cardeña, mais ne possède pas le logo ATP. Elle est lancée en 2016 avec l'aide d'un brasseur extérieur, l'abbaye ayant pour projet de lancer une brasserie sur place après deux ans. En 2023, les bières sont toujours brassées, et distribuées partiellement, par Maltman Brewing.

### Liste des trente-cinq types de bières trappistesATP
Depuis 2018, avec l'admission de la bière anglaise "Tynt Meadow", les marques de bière trappiste ayant obtenu le label officiel Authentic Trappist Product (ATP) sont au nombre de neuf : cinq belges, deux néerlandaises, une italienne et une anglaise (cf. tableau ci-dessous, par ordre alphabétique). Les neuf abbayes détentrices de ces neuf marques produisent au total trente-cinq types de bière.
| N°  | Bières                                     | Type                      | Teneur en alcool | Abbaye                                | Ville/Commune                      | 1re adm. | Pays |
| --- | ------------------------------------------ | ------------------------- | ---------------- | ------------------------------------- | ---------------------------------- | -------- | ---- |
| 01a | Chimay Triple (Cinq Cents)                 | blonde triple             | 8 %              | Notre-Dame de Scourmont               | Chimay                             | 1966     | BE   |
| 01b | Chimay (capsule) rouge (Première)          | ambrée double             | 7 %              | Notre-Dame de Scourmont               | Chimay                             | 1948     | BE   |
| 01c | Chimay (capsule) bleue (Grande Réserve)    | brune                     | 9 %              | Notre-Dame de Scourmont               | Chimay                             | 1954     | BE   |
| 01d | Chimay (capsule) dorée                     | blonde                    | 4,8 %            | Notre-Dame de Scourmont               | Chimay                             | 2006     | BE   |
| 01e | Chimay Grande Réserve Vieillie en Barrique | brune                     | 10,5 %           | Notre-Dame de Scourmont               | Chimay                             | 2015     | BE   |
| 01f | Chimay (capsule) verte (150)               | blonde                    | 10,0 %           | Notre-Dame de Scourmont               | Chimay                             | 2021     | BE   |
| 01g | Chimay 175 (fût 20l, édition limitée)      | blonde                    | 6,5 %            | Notre-Dame de Scourmont               | Chimay                             | 2025     | BE   |
| 02a | La Trappe Blond                            | blonde                    | 6,5 %            | Notre-Dame de Koningshoeven           | Berkel-Enschot (Tilbourg)          |          | NL   |
| 02b | La Trappe Dubbel                           | ambrée double             | 7 %              | Notre-Dame de Koningshoeven           | Berkel-Enschot (Tilbourg)          |          | NL   |
| 02c | La Trappe Tripel                           | blonde triple             | 8 %              | Notre-Dame de Koningshoeven           | Berkel-Enschot (Tilbourg)          |          | NL   |
| 02d | La Trappe Quadrupel                        | ambrée quadruple          | 10 %             | Notre-Dame de Koningshoeven           | Berkel-Enschot (Tilbourg)          |          | NL   |
| 02e | La Trappe Quadrupel Oak Aged               | ambrée quadruple vieillie | 10 %             | Notre-Dame de Koningshoeven           | Berkel-Enschot (Tilbourg)          |          | NL   |
| 02f | La Trappe Witte Trappist                   | blanche                   | 5,5 %            | Notre-Dame de Koningshoeven           | Berkel-Enschot (Tilbourg)          |          | NL   |
| 02g | La Trappe Bockbier                         | bock                      | 7 %              | Notre-Dame de Koningshoeven           | Berkel-Enschot (Tilbourg)          |          | NL   |
| 02h | La Trappe Isid'Or                          | ambrée                    | 7,5 %            | Notre-Dame de Koningshoeven           | Berkel-Enschot (Tilbourg)          |          | NL   |
| 02i | La Trappe Puur                             | blonde bio                | 4,7 %            | Notre-Dame de Koningshoeven           | Berkel-Enschot (Tilbourg)          |          | NL   |
| 02j | La Trappe Nillis                           | Bière sans alcool         | 0,0 %            | Notre-Dame de Koningshoeven           | Berkel-Enschot (Tilbourg)          |          | NL   |
| 03a | Orval Vert                                 | Blonde                    | 4,5 %            | Notre-Dame d'Orval                    | Villers-devant-Orval (Florenville) |          | BE   |
| 03b | Orval                                      | blonde/ambrée             | 6,2 %            | Notre-Dame d'Orval                    | Villers-devant-Orval (Florenville) | 1931     | BE   |
| 04a | Rochefort 6                                | brune                     | 7,5 %            | Notre-Dame de Saint-Rémy de Rochefort | Rochefort                          | 1899     | BE   |
| 04b | Rochefort 8                                | brune                     | 9,2 %            | Notre-Dame de Saint-Rémy de Rochefort | Rochefort                          | 1955     | BE   |
| 04c | Rochefort 10                               | brune quadruple           | 11,3 %           | Notre-Dame de Saint-Rémy de Rochefort | Rochefort                          | 1949     | BE   |
| 04d | Rochefort triple extra                     | blonde                    | 8,1 %            | Notre-Dame de Saint-Rémy de Rochefort | Rochefort                          | 2020     | BE   |
| 05a | Tre Fontane Tripel                         | blonde triple             | 8,5 %            | Tre Fontane                           | Rome                               | 2015     | IT   |
| 05b | Tre Fontane Scala Coeli                    | blonde                    | 6,3 %            | Tre Fontane                           | Rome                               | 2018     | IT   |
| 06a | Tynt Meadow                                | brune                     | 7,4 %            | Mount Saint Bernard                   | Coalville (Leicestershire)         | 2018     | R-U  |
| 07a | Westmalle Dubbel                           | ambrée double             | 7 %              | Westmalle                             | Westmalle (Malle)                  | 1926     | BE   |
| 07b | Westmalle Tripel                           | blonde triple             | 9,5 %            | Westmalle                             | Westmalle (Malle)                  | 1934     | BE   |
| 07c | Westmalle Extra                            | blonde                    | 4,8%             | Westmalle                             | Westmalle (Malle)                  | 2018     | BE   |
| 07d | Westmalle Duo                              | blonde                    | 7,2 %            | Westmalle                             | Westmalle (Malle)                  | 2025     | BE   |
| 07a | Westvleteren Blond                         | blonde                    | 5,8 %            | Saint-Sixte                           | Westvleteren (Vleteren)            | 1999     | BE   |
| 08b | Westvleteren 8                             | brune double              | 8 %              | Saint-Sixte                           | Westvleteren (Vleteren)            | 1992     | BE   |
| 08c | Westvleteren 12                            | brune quadruple           | 10,2 %           | Saint-Sixte                           | Westvleteren (Vleteren)            | 1992     | BE   |

La trappiste française Mont des Cats ainsi que la Cerveza Cardeña Trappist (Espagne) n'entrent pas dans ce tableau car elles ne possèdent pas le logo ATP, pour les raisons expliquées dans cet article.
Les bières Achel, Spencer, Engelszell et Zundert n'entrent pas dans ce tableau car elle ne sont plus trappistes et ne possèdent plus le logo ATP (voir plus bas).

## Bières trappistes sans labelATP
| Abbaye                            | Pays | Année | Bières            | Teneur en alcool | Type                      | Remarque |
| --------------------------------- | ---- | ----- | ----------------- | ---------------- | ------------------------- | -------- |
| Abbaye du Mont des Cats           | FR   | 2011  | Mont des Cats     | 7,6%             | Belgian Strong Golden Ale |          |
| Monastère de San Pedro de Cardeña | ES   | 2016  | Cardeña Tripel    | 7%               | Belgian Tripel            |          |
| Monastère de San Pedro de Cardeña | ES   | 2021  | Cardeña Dubbel    | 6%               | Belgian Dubbel            |          |
| Monastère de San Pedro de Cardeña | ES   | 2022  | Cardeña Quadrupel | 10%              | Belgian Quadrupel         |          |

## Anciennes bières trappistes
- La Achel (Belgique) : en janvier 2021 l'Achel a perdu son dénomination « Authentic Trappist Product » (ATP) mais restait néanmoins une bière trappiste. Le processus de brassage n'avait plus lieu sous la supervision de moines sur place, mais, comme l'abbaye Saint-Benoît (Sint Benedictus) relevait de l'abbaye de Westmalle, l'abbé de l'abbaye de Westmalle visitait l'Achelse Kluis chaque semaine et supervisait le brassage et d'autres activités dans l'Achelse Kluis[19]. En janvier 2023, l'Achel a perdu sa reconnaissance comme « bière Trappiste » car l'abbaye a été vendue à un particulier[20].
- Le 14 mai 2022, l'abbaye Saint-Joseph (États-Unis) annonce la fermeture de sa brasserie. Ceci met fin à ce qui était alors l'unique brasserie trappiste hors d'Europe[21].
- En mai 2023, l'abbaye d'Engelszell (Autriche) annonce sa prochaine dissolution, en concertation avec l'ordre des trappistes, du fait du départ des quatre derniers moines de l'abbaye[22].
- La Zundert (Pays-Bas), brassée à l'abbaye Notre-Dame-du-Refuge en deux versions : « 8 » (8 % - ambrée)[23] et « 10 » (10 % - brune)[14]. Elle obtient en 2013 le label ATP, mais le perd en 2025 à cause de la fermeture de l'abbaye[24]. Le 13 mai 2025, un communiqué de presse annonce que l'abbaye de Zundert et la brasserie fermeraient définitivement après l'été 2025. Les moines déménageraient dans d'autres abbayes[25],[26].

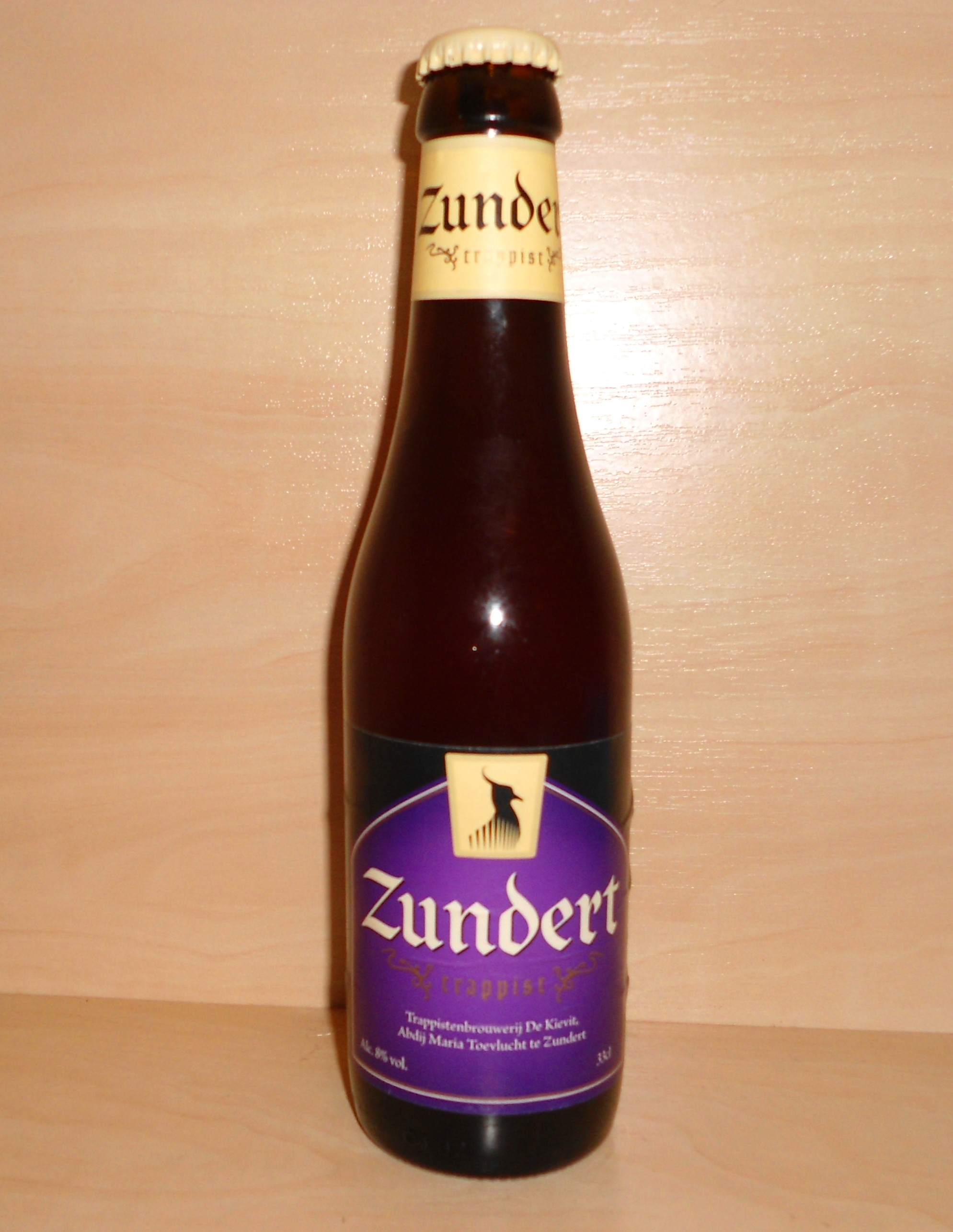
La Zundert

### Liste des anciennes bières trappistes
| Abbaye | Pays       | Année | Bières                                                                                 | Teneur en alcool | Type                           | Remarque                         |
| --- | ---------- | ----- | -------------------------------------------------------------------------------------- | ---------------- | ------------------------------ | -------------------------------- |
| Abbaye Saint-Joseph de Spencer Brasserie fermée en mai 2022 | États-Unis | 2018  | Spencer Grapefruit IPA                                                                 | 6,5%             | IPA - American                 |                                  |
| Abbaye Saint-Joseph de Spencer Brasserie fermée en mai 2022 | États-Unis | 2019  | Spencer Monks' IPA                                                                     | 6,5%             | IPA - American                 |                                  |
| Abbaye Saint-Joseph de Spencer Brasserie fermée en mai 2022 | États-Unis | 2018  | Spencer Peach Saison                                                                   | 4,3%             | Farmhouse Ale - Saison         |                                  |
| Abbaye Saint-Joseph de Spencer Brasserie fermée en mai 2022 | États-Unis | 2019  | Spencer Oak Barrel-Aged Trappist Imperial Stout                                        | 11,3%            | Stout - Imperial / Double      | Bière de saison (février)        |
| Abbaye Saint-Joseph de Spencer Brasserie fermée en mai 2022 | États-Unis | 2019  | Spencer The Monkster Mash Pumpkin Ale                                                  | 5,2%             | Pumpkin / Yam Beer             | Bière de saison (août)           |
| Abbaye Saint-Joseph de Spencer Brasserie fermée en mai 2022 | États-Unis | 2013  | Spencer Trappist Ale                                                                   | 6,5%             | Bière des moines               |                                  |
| Abbaye Saint-Joseph de Spencer Brasserie fermée en mai 2022 | États-Unis | 2015  | Spencer Trappist Holiday Ale                                                           | 9%               | Belgian Strong Dark Ale        | Bière de saison (décembre)       |
| Abbaye Saint-Joseph de Spencer Brasserie fermée en mai 2022 | États-Unis | 2016  | Spencer Trappist Imperial Stout                                                        | 8,7%             | Stout - Imperial / Double      | Bière de saison (janvier - mars) |
| Abbaye Saint-Joseph de Spencer Brasserie fermée en mai 2022 | États-Unis | 2016  | Spencer Trappist IPA                                                                   | 7,2%             | IPA - American                 | Seulement à acheter en Europe    |
| Abbaye Saint-Joseph de Spencer Brasserie fermée en mai 2022 | États-Unis | 2017  | Spencer Trappist Monks' Reserve Ale                                                    | 10,2%            | Belgian Quadrupel              |                                  |
| Abbaye Saint-Joseph de Spencer Brasserie fermée en mai 2022 | États-Unis | 2018  | Spencer Trappist Premium Pilsner                                                       | 4,7%             | Pilsner - German               |                                  |
| Abbaye Saint-Joseph de Spencer Brasserie fermée en mai 2022 | États-Unis | 2018  | Spencer Trappist Vienna Lager                                                          | 5,5%             | Lager - Vienna                 |                                  |
| Abbaye Saint-Joseph de Spencer Brasserie fermée en mai 2022 | États-Unis | 2020  | Spencer White Belgian-style Wheat Ale                                                  | 5,2%             | Wheat Beer - Witbier / Blanche | Bière de saison (mars)           |
| Abbaye Saint-Joseph de Spencer Brasserie fermée en mai 2022 | États-Unis | 2020  | Spencer Winter Warmer Amber Lager                                                      | 5,3%             | Lager - Amber                  | Bière de saison (octobre)        |
| Abbaye Notre-Dame de Saint-Benoît d'Achel (Abdij van Achel / Sint Benedictusabdij van Achel / Achelse Kluis) N'est plus une bière trappiste depuis fin janvier 2023 | BE         | 2001  | Achel Blond 8°                                                                         | 8%               | Belgian Strong Golden Ale      | Aussi du tonneau à la brasserie  |
| Abbaye Notre-Dame de Saint-Benoît d'Achel (Abdij van Achel / Sint Benedictusabdij van Achel / Achelse Kluis) N'est plus une bière trappiste depuis fin janvier 2023 | BE         | 2001  | Achel Bruin 8°                                                                         | 8%               | Belgian Dubbel                 | Aussi du tonneau à la brasserie  |
| Abbaye Notre-Dame de Saint-Benoît d'Achel (Abdij van Achel / Sint Benedictusabdij van Achel / Achelse Kluis) N'est plus une bière trappiste depuis fin janvier 2023 | BE         | 2010  | Achel Blond Extra                                                                      | 9,5%             | Belgian Strong Golden Ale      |                                  |
| Abbaye Notre-Dame de Saint-Benoît d'Achel (Abdij van Achel / Sint Benedictusabdij van Achel / Achelse Kluis) N'est plus une bière trappiste depuis fin janvier 2023 | BE         | 2010  | Achel Bruin Extra (De 3 Wijzen / Les trois sages (comme les trois Rois de l'Épiphanie) | 9,5%             | Belgian Quadrupel              |                                  |
| Abbaye d'Engelszell (Stift Engelszell) Départ des moines annoncé en mai 2023.                                                                                       | AT         | 2012  | Engelszell Benno                                                                       | 6,9%             | ambrée double                  |                                  |
| Abbaye d'Engelszell (Stift Engelszell) Départ des moines annoncé en mai 2023.                                                                                       | AT         | 2012  | Engelszell Gregorius                                                                   | 10,5%            | brune quadruple                |                                  |
| Abbaye d'Engelszell (Stift Engelszell) Départ des moines annoncé en mai 2023.                                                                                       | AT         | 2015  | Engelszell Nivard                                                                      | 5,5%             | blonde                         |                                  |
| Abbaye d'Engelszell (Stift Engelszell) Départ des moines annoncé en mai 2023.                                                                                       | AT         |       | Engelszell Weiße                                                                       | 4,9%             | blanche                        |                                  |
| Abbaye d'Engelszell (Stift Engelszell) Départ des moines annoncé en mai 2023.                                                                                       | AT         |       | Engelszell Zwickl                                                                      | 4,7%             | blonde                         |                                  |
| Abbaye Notre-Dame-du-Refuge (Abidj Maria-Toevlucht) Départ des moines annoncé en mai 2025.                                                                          | NL         | 2013  | Zundert 8                                                                              | 8%               | ambrée                         |                                  |
| Abbaye Notre-Dame-du-Refuge (Abidj Maria-Toevlucht) Départ des moines annoncé en mai 2025.                                                                          | NL         | 2018  | Zundert 10                                                                             | 10%              | brune quadruple                |                                  |
| Abbaye Notre-Dame-du-Refuge (Abidj Maria-Toevlucht) Départ des moines annoncé en mai 2025.                                                                          | NL         | 2018  | Zundert 4                                                                              | 4%               | blonde                         |                                  |